# Katarzyna węgierska (królowa serbska)
Katarzyna węgierska, wegr. Magyarországi Katalin szerb királyné, serb. Каталина Арпадовић (ur. 1255/1257) – królowa serbska w latach 1276–1282, żona Stefana Dragutina.

## Rodzina
Katarzyna była drugim z sześciorga dzieci Stefana V (króla Węgier w latach 1270–1272) i jego żony Elżbiety Kumanki, córki Kocjana, chana plemienia Kumanów, szukających po najeździe tatarskim schronienia na Węgrzech. Przyszła na świat około 1255/1257 roku. Jej młodsza siostra Maria poślubiła w 1270 roku Karola II króla Sycylii. Druga siostra, Anna, poślubiła w 1274 roku następcę tronu cesarzy Bizancjum Andronika. Najstarsza z sióstr, Elżbieta, około 1295 roku wyszła po raz drugi za mąż, za króla Serbii Stefana Milutina, brata Stefana Dragutina. Brat Katarzyny Władysław IV był królem Węgier w latach 1272–1290.

## Małżeństwo ze Stefanem Dragutinem

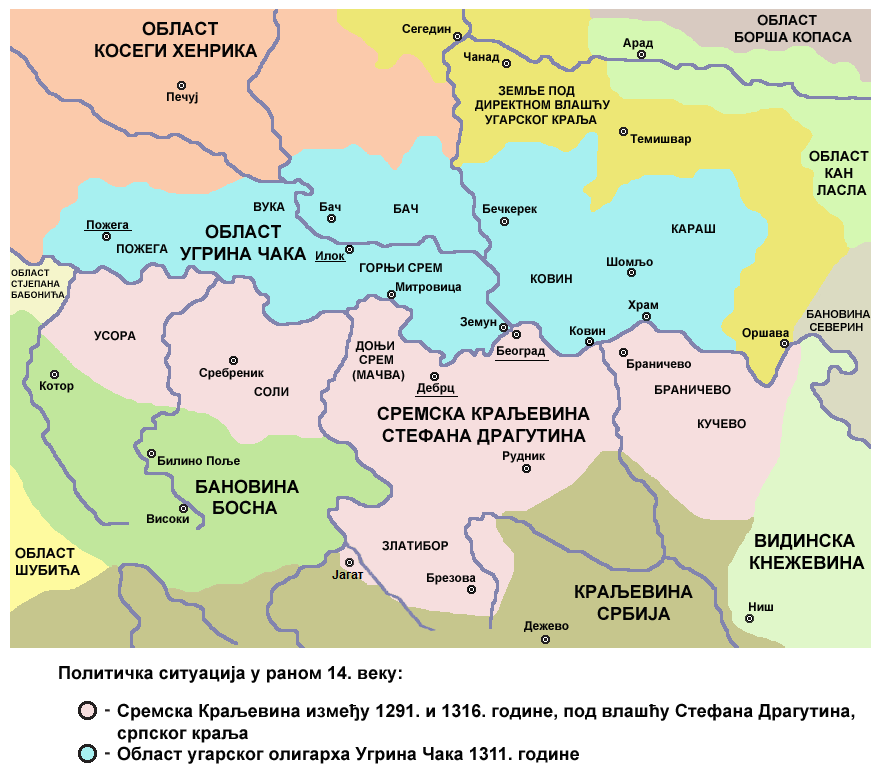
Królestwa Stefana Dragutina

Data ślubu Katarzyny ze Stefanem Dragutinem nie jest pewna. Część uczonych, w związku z relacją dyplomaty bizantyńskiego, który około 1268 roku przebywał na dworze serbskim i wspominał o obecności na nim Katarzyny, uważa, że do zawarcia małżeństwa musiało dojść przed 1268 rokiem.  Zdaniem innej części badaczy przyczyną ślubu, była nieudana wyprawa władcy Serbii Stefana Urosza I przeciw Węgrom w 1268 roku, która zakończyła się klęską Serbów i wzięciem do niewoli ich króla. Pozwoliło to królowi węgierskiemu Beli IV, dziadkowi Katarzyny, zmusić pokonanego przeciwnika do zaakceptowania ślubu węgierskiej księżniczki z następcą tronu serbskiego. Część uczonych uważa, że przy okazji Bela IV wymógł również na Stefanie Uroszu I przyrzeczenie dopuszczenia Stefana Dragutina do udziału w rządzeniu krajem. Nie jest pewne czy wywiązał się z tego zobowiązania i czy Stefan Dragutin objął jakąś władzę nad Serbią po 1268 roku. Ostatecznie w 1276 roku Dragutin zbuntował się przeciw ojcu i przy pomocy wojsk węgierskich pokonał go w bitwie pod Gackiem. Stefan Urosz I abdykował na rzecz najstarszego syna. Sześć lat później (1282) abdykował Dragutin, oddając władzę nad Serbią w ręce młodszego brata Stefana Milutina. Otrzymał wówczas w zamian za władzę nad Serbią rozległe apanaże: w północno-zachodniej Serbii ziemie z Rudnikiem i Ariljem, rejon Dabaru nad dolnym Limem i Uskoplje w pobliżu Trawunii. Nie jest również wykluczone, że zachował tytuł króla, co pozwalałoby nadal tytułować Katarzynę królową. Dzięki związkom łączącym go poprzez żonę z królami Węgier w 1284 roku otrzymał zarząd nad Maczwą (ziemie pomiędzy Driną, Sawą a Morawą) i Sirmium.

## Potomstwo
Stefan Dragutin miał z Katarzyną czworo, a wg niektórych źródeł sześcioro dzieci:
- Władysława (Стефан Владислав II), króla Sremu (1316–1325).
- Elżbietę (Јелисавета Немањић), która wyszła za mąż  w 1284 za Stefana I Kotromanicia i urodziła przyszłego króla Bośni, Stefana II.
- Uroszyca (Стефан Урошиц Немањић), (zm. ok. 1306) mnicha[6].
- Urszulę, która przed 1300 rokiem wyszła za Pawła Subicia (Павле Шубић).
- Małgorzatę (?).
- Katarzynę ().